# Aulo Atílio Serrano
Aulo Atílio Serrano (em latim: Aulus Atilius Serranus) foi um político da gente Atília da República Romana eleito cônsul em 170 a.C. com Aulo Hostílio Mancino. Era filho de Caio Atílio Serrano, pretor em 218 a.C..

## Primeiros anos
Foi edil curul em 194 a.C. e celebrou os Jogos Megalenses. Foi eleito pretor em 192 a.C. e recebeu a Macedônia como província, onde comandou a frota romana nas operações contra Nábis de Esparta na Guerra Laconiana. No ano seguinte, com o início da Guerra romano-síria contra Antíoco III, manteve seu comando até a chegada de seu sucessor, Caio Lívio Salinador, e capturou no mar Egeu uma grande frota de suprimentos selêucida e a levou até Pireu. Em 173 a.C., foi pretor urbano e negociou com Antíoco IV Epifânio a renovação do tratado que ele havia firmado com seu pai.

### Terceira Guerra Macedônica
Em 172 a.C., recebeu a missão de assegurar que uma parte do exército romano que estava em Brundísio fosse transportada com segurança para a Macedônia para ajudar na campanha do cônsul Caio Popílio Lenas. No ano seguinte, Serrano foi enviado à Grécia como membro de uma delegação liderada por Quinto Márcio Filipo e composta por ele e outros jovens romanos. Em Corcira, os embaixadores, com seus 2 000 soldados, se dividiram e partiram para os seus respectivos destinos. Márcio e Serrano visitaram Epiro, Etólia e Tessália, onde encontraram com os líderes dos diversos povos agradecendo-os pelo apoio fornecido a Roma durante as guerras contra Filipe V (Segunda Guerra Macedônica) e Antíoco III (Guerra romano-síria). Logo depois, os dois foram se encontrar com Perseu em algum local da Tessália, no baixo rio Peneo. Os romanos o acusaram de ter atacado repetidamente os aliados dos romanos na região, uma violação dos termos da paz. Perseu, porém, se defendeu afirmando que suas ações não passaram de respostas às agressões perpetradas por outros e todos concordaram que ele deveria enviar seus próprios emissários a Roma para defender sua posição no Senado. No final do encontro, firmou-se uma espécie de armistício, que era o que Roma queria, pois, ao contrário de Perseu, os romanos estavam ainda despreparados para uma guerra. Depois do final das conversações, a delegação romana foi até a Beócia, onde se encontrou com os representantes de algumas cidades da Liga Beócia, entre elas Queroneia e Tebas. Márcio e Atílio convenceram os delegados das principais cidades gregas a denunciarem a aliança com Perseu, uma resultado que, na prática, acabou com a Liga Beócia. Depois de terem completado todos os seus objetivos na Grécia, os dois retornaram a Roma no início do inverno. Estes eventos deram início à Terceira Guerra Macedônica.

## Consulado
No ano seguinte, 170 a.C., foi eleito cônsul com Aulo Hostílio Mancino e obteve a Itália como província enquanto Hostílio conduzia a guerra na Macedônia.